# François Ignace Metz
François Ignace Félix Joseph Metz est un homme politique français né le 24 mars 1761 à Kogenheim (Bas-Rhin) et mort le 5 avril 1819 à Strasbourg (Bas-Rhin).

## Biographie
Avocat, puis secrétaire de la municipalité de Strasbourg, il est officier municipal en 1791, administrateur du district en l'an III, juge au tribunal civil en l'an IV puis président du tribunal criminel. Il est élu député du Bas-Rhin au conseil des Cinq-Cents le 22 germinal an V. Membre du groupe des clichyens, son élection est annulée après le coup d'état du 18 fructidor. 
Il retrouve son poste de député le 9 thermidor an XI et siège jusqu'en 1813. Il est nommé conseiller de préfecture à Colmar en 1811 et secrétaire général de la préfecture de Strasbourg en 1813. Il est de nouveau député pendant les Cent-Jours, puis de 1815 à 1819, siégeant dans la minorité de la Chambre introuvable, puis dans l'opposition constitutionnelle.

## Sources
- « François Ignace Metz », dans Adolphe Robert et Gaston Cougny, Dictionnaire des parlementaires français, Edgar Bourloton, 1889-1891 [détail de l’édition]